# История провинции Аньхой
История провинции Аньхой — цепь важнейших событий от доисторической эпохи до нового времени, происходивших на территории современной китайской провинции Аньхой.

### Доисторическая и ранняя историческая эпоха
В эпоху «Вёсен и осеней» эти земли входили в состав разных государственных образований. В эпоху Воюющих царств в 278 году до н. э. царство Чу, опасаясь усиливающейся мощи царства Цинь, перенесло свою столицу сюда, в Шоучунь. В 223 году до н.э. царство Чу было завоёвано царством Цинь, и эти земли вошли в состав империи Цинь.

### Время первых централизованных империй
В империи Цинь было введено деление страны на округа и уезды, и основная часть земель современной провинции Аньхой оказалась в составе округа Цзюцзян (九江郡), часть земель на севере территории современной провинции оказалась в составе округов Сышуй (泗水郡) и Данцзюнь (砀郡).
После смерти в 209 году до н. э. императора Цинь Шихуана созданная им империя начала разваливаться, и эти земли вошли в состав провозглашённого полководцем Сян Юем государства Чу. В 203 году до н. э. Сян Юй был разгромлен в состоявшейся на территории современного уезда Линби битве под Гайся, и китайские земли были объединены в империю Хань.
Во времена империи Хань деление страны на округа было изменено, плюс Лю Бан раздавал земли своим родственникам и приближённым в качестве уделов. Так, ещё Сян Юй сделал местного уроженца Ин Бу «Цзюцзянским князем» (九江王). Лю Бан сохранил за Ин Бу княжеский титул, но переименовал его в «Хуайнаньского князя» (淮南王). Впоследствии этот титул передавался среди потомков Ин Бу, и именно при дворе Хуайнаньских князей был составлен философский трактат «Хуайнань-цзы». В 164 году до н. э. из удела Хуайнаньского князя был выделен удел Хэншаньского князя (衡山王). Во времена правления императора У-ди из-за того, что Хуайнаньский и Хэншаньский князья были участниками заговора, им в 121 году до н. э. было приказано совершить самоубийство, а из частей их владений был создан удел для Лю Циня (племянника императора). Так как в удел вошли уезды Лусянь, Аньфэн (安风) и Аньфэн (安丰), то по их первым иероглифам удел был назван Луань (六安国).

### Раннее Средневековье
В последний период существования империи Хань Шоучунь стал оплотом Юань Шу, но тот проиграл Цао Цао борьбу за власть над китайскими землями.
В эпоху шестнадцати варварских государств на этих землях поселилось множество беженцев с севера. После того, как северокитайские земли оказались объединены в государство Ранняя Цинь, правивший в Ранней Цинь Фу Цзянь (II) решил добить империю Цзинь, всё ещё существовавшую на южнокитайских землях. Однако в состоявшейся в 383 году на землях современного уезда Шоусянь битве на реке Фэйшуй армия Ранней Цинь была полностью разгромлена гораздо меньшей по численности армией империи Цзинь. Это поражение послужило толчком к распаду Ранней Цинь. В последующую эпоху Южных и Северных династий северная часть современной провинции Аньхой стала местом многочисленных сражений между войсками империй Севера и Юга.

### Суй, Тан и эпоха Пяти династий
В VIII веке земли к северу от реки Хуайхэ были разорены во время мятежа Ань Лушаня.
В IX веке эти земли стали местом действия восстания под руководством Хуан Чао.

### Империи Сун, Ляо, Цзинь и Юань
Во времена империи Сун земли современной провинции, находящиеся южнее Янцзы, входили в состав региона Цзяннаньдун (江南东路), а земли к северу от неё — в состав регионов Хуайнаньси (淮南西路) и Хуайнаньдун (淮南东路).
Во время сунско-цзиньских войн северная часть современной провинции опять стала зоной боевых действий. По мирному договору 1127 года земли, лежащие севернее реки Хуайхэ, отошли к чжурчжэньской империи Цзинь. В 1161 году чжурчжэньский правитель Ваньянь Дигунай опять пошёл войной на Сун, и был разгромлен на землях современного Мааньшаня.
Власти монгольской империи Юань разделили страну на крупные регионы, управляемые син-чжуншушэнами; северная часть современной провинции Аньхой оказалась под управлением Хэнань-Цзянбэйского син-чжуншушэна, а южная — Цзянчжэского син-чжуншушэна.

### Империя Мин
В 1368 году Чжу Юаньчжан провозгласил в Нанкине основание империи Мин. Управы и области на территориях современных провинций Цзянсу и Аньхой стали подчиняться напрямую правительству империи, и поэтому этот регион стал называться «Непосредственно управляемой областью» (Чжили). В 1421 году сын Чжу Юаньчжана Чжу Ди перенёс столицу из Нанкина в Пекин, и земли вокруг Пекина также стали непосредственно управляемой областью; чтобы различать два региона, прежнюю непосредственно управляемую область стали называть «Южной непосредственно управляемой областью» (Нань чжили).

### Империя Цин
В 1644 году началось маньчжурское завоевание Китая. Форсировав Янцзы и присоединив эти земли к империи Цин, маньчжуры лишили их статуса непосредственно подчинённых правительству, и Южная непосредственно управляемая область империи Мин стала провинцией Цзяннань («Южное Заречье») империи Цин.
Во времена империи Мин провинциями управляли чиновники в должности бучжэнши (布政使). Маньчжуры поначалу сохранили эту практику, и поэтому была учреждена должность Цзяннаньского бучжэнши. В 1661 году административный аппарат было решено разделить, и вместо одного Цзяннаньского бучжэнши появились Левый Цзяннаньский бучжэнши (разместившийся в Цзяннине) и Правый Цзяннаньский бучжэнши (разместившийся в Сучжоу); Правому Цзяннаньскому бучжэнши были подчинены Цзяннинская, Чжэньцзянская, Сучжоуская, Сунцзянская и Чанчжоуская управы (то есть, фактически, весь район устья Янцзы), Левому Цзяннаньскому бучжэнши — все остальные. В 1666 году в подчинение аппарату Левого Цзяннаньского бучжэнши были переведены также Хуайаньская и Сюйчжоуская управы. В 1667 году должности были переименованы: в связи с тем, что Левому бучжэнши подчинялись Аньцинская и Хойчжоуская управы, эту должность стали называть Аньхойским бучжэнши; в связи с тем, что Правому бучжэнши подчинялись Цзяннинская и Сучжоуская управы, эту должность стали называть Цзянсуским бучжэнши. При этом и тот, и другой бучжэнши по-прежнему считались частью административного аппарата провинции Цзяннань, и аппарат Аньхойского бучжэнши по-прежнему размещался на территории Цзяннинской управы, которая подчинялась Цзянсускому бучжэнши. В 1760 году аппарат Аньхойского бучжэнши переехал в Аньцинскую управу.
Ещё во времена империи Мин существовала такая чиновничья должность, как сюньфу (巡抚). Однако если во времена империи Мин это был инспектор, время от времени посылаемый Двором, то маньчжуры сделали сюньфу постоянной должностью провинциального аппарата. При Цзяннаньском бучжэнши изначально было три сюньфу — Цзяннинский, Фэнлуский и Цаоцзянский. В 1649 году должность Фэнлуского сюньфу была упразднена, и после раздела аппарата бучжэнши в 1666 году в подчинении у каждого бучжэнши оказалось по одному сюньфу. Со временем происходила постепенная передача функций из аппарата бучжэнши в аппарат сюньфу, и в результате постепенно именно сюньфу стал управлять делами всей провинции.
В плане административного деления в состав провинции Аньхой входили 8 управ и 5 непосредственно управляемых областей.
В 1840—1850-х годах юг провинции Аньхой потрясло восстание Тайпинов под предводительством Хун Сюцюаня, а северные земли пострадали в результате восстания няньцзюней. Для подавления восстаний местный уроженец Ли Хунчжан создал на землях Лучжоуской управы «Хуайскую армию».

### Период Китайской Республики
После Синьхайской революции провинцию возглавил Бо Вэньвэй, который после поражения в 1913 году второй революции бежал в Японию. Юань Шикай поставил во главе провинции Ни Сычуна, который правил провинцией восемь лет. После поражения в 1920 году Аньхойской клики в Чжили-Аньхойской войне гражданские и военные губернаторы провинции менялись чуть ли не ежегодно, пока в 1927 году Китай не оказался объединён под властью партии гоминьдан. После этого из уезда Хуайнин был выделен город Аньцин, ставший административным центром провинции.
После того, как в 1937 году началась японо-китайская война, в провинцию вторглись японские войска, и гоминьдановские власти перебрались из Аньцина на запад, в уезд Лихуан; резиденцией созданных японцами марионеточных властей провинции стал посёлок Бэнбу. В 1941 году, на территории уезда Цзинсянь произошёл Инцидент с Новой 4-й армией. После войны власти провинции вернулись в Аньцин, а с 1946 года переехали в Хэфэй.
1 января 1947 года из уезда Фэнъян был официально выделен город Бэнбу, напрямую подчинённый властям провинции Аньхой; он стал первым официально основанным в провинции Аньхой городом. 
Во время гражданской войны северная часть провинции стала в начале 1949 года зоной боевых действий Хуайхайского сражения, после поражения гоминьдановской армии в котором коммунисты заняли территорию вплоть до северного берега реки Янцзы. Для управления освобождёнными от гоминьдановской власти территориями провинции коммунистами был 15 апреля 1949 года образован Специальный административный район Ваньбэй (皖北行署區). После форсирования Янцзы и освобождения южной части провинция для управления находящимися там землями 7 мая 1949 года был создан Специальный административный район Ваньнань (皖南行署區).

### В составе КНР
В 1952 году аппараты специальных административных районов Ваньбэй и Ваньнань были объединены в Народное правительство провинции Аньхой.
В 1953 году уезд Юнчэн был передан из провинции Аньхой в провинцию Хэнань, а уезды Даншань и Сяосянь — в провинцию Цзянсу. В 1955 году уезды Даншань и Сяосянь были возвращены в состав провинции Аньхой, а взамен в состав провинции Цзянсу были переданы уезды Сыхун и Сюйи.
После образования КНР провинции страны были разделены на «специальные районы», состоящие из 5-10 уездов, причём это деление довольно часто менялось. В конце 1960-х — начале 1970-х годов «специальные районы» были переименованы в «округа». В связи с индустриализацией в провинции Аньхой возникли новые города: Хуайнань, Суйси (в 1971 году для симметрии с Хуайнанем переименованный в Хуайбэй), Мааньшань. Шахтёрские посёлки в центральной части провинции были объединены в город Тунлин, из-за чего он получился состоящим из многочисленных анклавов, разбросанных в том числе и по соседним округам.
В 1980-х годах было произведено упорядочение административного деления, в ходе которого города и округа были преобразованы в единообразные структуры — «городские округа», объединяющие в себе как урбанизированные районы, так и сельскую местность.
В 2011 году был расформирован городской округ Чаоху, а его территория была разделена между городскими округами Хэфэй, Уху и Мааньшань.